# Cimitero di Zorgvlied
Il cimitero di Zorgvlied è un cimitero olandese di Amsterdam. Si trova sulla riva sinistra del fiume Amstel , non lontano dal parco Martin Luther King a nord, nelllo stadsdeel di Amsterdam-Zuid.
Il cimitero è, tuttavia, gestito dal vicino comune di Amstelveen per motivi storici. È uno dei cimiteri più famosi dei Paesi Bassi, dove sono sepolti molti personaggi illustri. Alcuni dei suoi monumenti sono elencati come monumenti nazionali (Rijksmonumenten).

## Storia
Il cimitero di Zorgvlied aprì il 1° novembre 1870 nel comune di Nieuwer-Amstel, dal 1964 chiamato Amstelveen. Tuttavia, i confini del comune furono modificati nel 1896 e il cimitero si trova ora nel comune di Amsterdam, il che non impedisce ad Amstelveen di possederlo e gestirlo.

## Personaggi illustri sepolti nel cimitero di Zorgvlied (selezione)
- August Allebé
- Abraham Asscher
- Eva Besnyö
- Paul Biegel
- Ursul Philip Boissevain
- Andries Bonger
- Henriëtte Bosmans
- Oscar Carré
- Eduard Cuypers
- Fien de la Mar
- Johannis de Rijke
- Rob du Mée
- Wim Duisenberg
- Mien Duymaer van Twist
- Theo Duquesnoy
- Elisabeth Eybers
- Bobby Farrell
- Hans Faverey
- Géza Frid
- Robert Jasper Grootveld
- Gerard Adriaan Heineken
- Greet Hofmans
- Guillaume Landré
- Stine Lerou
- Liesbeth List

- Harry Mulisch
- Schelto Patijn
- Peter Post
- Roef Ragas
- Renate Rubinstein
- Mady Saks
- Peter Schat
- Annie M. G. Schmidt
- Ramses Shaffy
- Gerard Thoolen
- Oscar Tourniaire
- Johanna van Gogh
- Hans van Mierlo
- Arthur van Schendel
- Hans van Sweeden
- Coen van Vrijberghe de Coning
- M. Vasalis
- Felix Vening Meinesz
- Hans Vonk
- Maurits Uyldert
- Koen Wessing
- Jan Hillebrand Wijsmuller
- Jeroen Willems
- Carel Willink